# Радянська зона окупації Кореї
Радя́нська зона́ окупа́ції Коре́ї, також Радя́нська окупаці́йна зона́ (СОЗ) — одна з двох окупаційних зон на території Кореї, яка існувала після закінчення Другої світової війни в східній Азії під керуванням радянської військової адміністрації.
У радянську зону окупації увійшла територія колишньої Японської Кореї на північ від 38 паралелі.
Указом від 9 вересня 1948 року на радянській зоні окупації було утворено нову державу — Корейська народно-демократична республіка.

## Історія
З 1910 року Корея була частиною Японської імперії; в 1919 році ряд корейських націоналістів створили в Шанхаї Тимчасовий уряд Кореї.
Коли 8 серпня 1945 року СРСР вступив у війну проти Японії, то японській владі в Кореї стала загрожувати серйозна небезпека, і першочерговим завданням для них стало створення перехідного уряду, яке забезпечило б їм безперешкодний догляд. Лівий націоналіст Йо Ун Хен вранці 15 серпня погодився на японську пропозицію очолити перехідну адміністрацію. 6 вересня 1945 року було проголошено Корейська Народна Республіка.
У 1945 анексуваний після японського панування Корейський півострів був розділений на зони впливу США і СРСР. Північна частина півострова знаходилася під радянським контролем.
Політична влада була монополізована трудовою партією Кореї починаючи з найперших років існування нової держави. У господарстві була встановлена планова економіка і в 1946 оголошена націоналізація, в результаті якої 70% виробництва потрапило під контроль держави. До 1949 цей відсоток зріс до 90%. З тих пір практично вся промисловість, внутрішня і зовнішня торгівля перебуває під контролем держави.
На сільське господарство уряд в перші роки вів наступ більш обережно. У 1946 земля перерозподілена на користь дрібних і бідних селянських господарств у зв'язку з тим, що розгром Японії стався швидше, ніж очікували учасники війни, країни-переможниці виявилися не готовими до вирішення питання про майбутнє Кореї. Тим часом корейці бажали незалежности, і стихійно створювали свої органи влади. У північній частині півострова в лютому 1946 утворився Тимчасовий Народний Комітет Північної Кореї на чолі з Кім Ір Сеном.
У відповідь на проголошення 15 серпня 1948 корейської держави в американській зоні окупації, 9 вересня 1948 в радянській зоні проголошена КНДР.